# HD 150136
HD 150136은 제단자리 방향으로 지구에서 약 4,300광년 떨어져 있는 쌍성계이다. 산개 성단 NGC 6193 내에 있는 제단자리 OB1 성협의 구성원 중 하나이다.

## 특징
HD 150136은 분광쌍성으로, O3 및 O6 분광형의 주계열성 두 개로 이루어져 있으며 둘은 2.6일에 한 번 서로의 질량중심을 공전하고 있다. 시선 속도를 이용한 연구 결과 구성원 둘 중 밝은 쪽은 O3 분광형이었다. 이 결과에 의하면 HD 150136의 주성(主星)은 지구에서 가장 가까운 O3형 주계열성으로, 이는 지금까지 발견된 항성들의 분광형 중 가장 뜨거운 것이다. 현 시점에서 천문학자들은 O0과 O1 분광형을 갖는 항성은 존재하지 않을 것으로 보고 있다.
찬드라 엑스선 관측선으로 이 쌍성을 조사한 결과 지금까지 관측되었던 O형 별들 중에서도 가장 많은 양의 엑스선을 방출하고 있었다. 엑스선의 방출량은 1일 미만 간격으로 느린 변화 속도를 보여주는데, 원인은 확실히 밝혀지지는 않았으나 식현상으로 인한 것으로 추측하고 있다.
분광선에 나타나는 중성 헬륨의 흡수선으로 미루어, 숨겨져 있는 세 번째 구성원이 HD 150136에 있는 것으로 추측하고 있다.

## 같이 보기
- 질량이 큰 항성 목록

## 참고 문헌
- S.L. Skinner; S.A. Zhekov, F. Palla, C.L.D.R. Barbosa (2005년 4월 25일). “Chandra X-ray Observations of the Young Stellar Cluster NGC 6193 in the Ara OB1 Association”. 2008년 11월 27일에 확인함.